# Chiến tranh Tây Nam (Nhật Bản)
Chiến tranh Tây Nam (西南戦争 Seinan Sensō ("Tây Nam chiến tranh")), là một cuộc nổi loạn của các cựu samurai ở phiên Satsuma chống lại triều đình Thiên hoàng Minh Trị từ 29 tháng 1 năm 1877 đến 24 tháng 9 năm 1877, niên hiệu Minh Trị thứ 10. Đây là cuộc nổi loạn có vũ trang cuối cùng và cũng là nghiêm trọng nhất chống lại triều đình Minh Trị.

## Bối cảnh
Mặc dù phiên Satsuma đóng vai trò quan trọng trong cuộc Minh Trị Duy Tân và chiến tranh Boshin, và rất nhiều người xuất thân từ Satsuma nắm giữ những vị trí quan trọng của triều đình Minh Trị, càng ngày càng có nhiều sự không hài lòng về con đường mà đất nước đang đi theo. Công cuộc hiện đại hóa (Tây hóa) quốc gia đồng nghĩa với việc bãi bỏ các vị trí xã hội đặc quyền của tầng lớp samurai, và làm xói mòn luôn cả vị thế về tài chính của họ nữa. Thay đổi diễn ra nhanh chóng và sâu sắc trong văn hóa Nhật Bản, trang phục và xã hội với nhiều samurai là sự phản bội là vế joi ("Nhương di") trong câu khẩu hiệu Sonnō jōi (Tôn hoàng, nhương di) dùng để lật đổ Mạc phủ Tokugawa (Đức Xuyên) thuở trước.

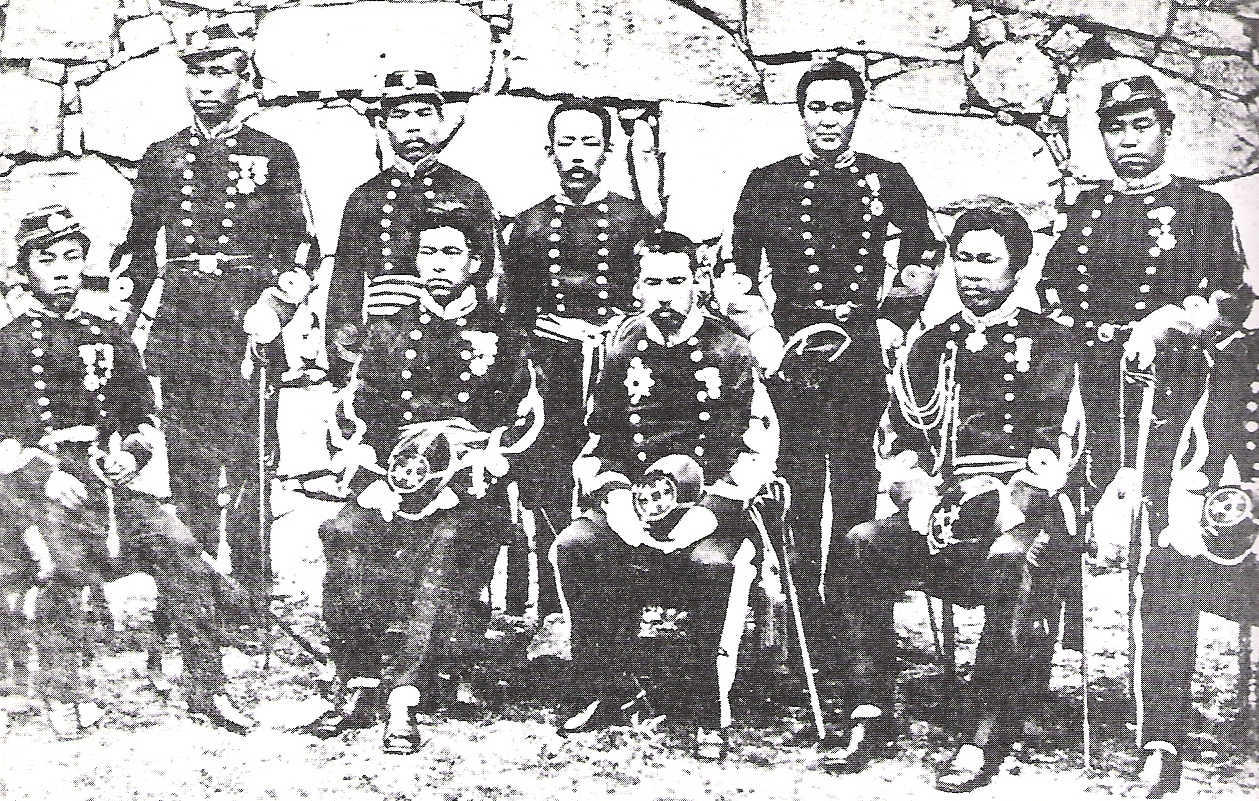
Sĩ quan Lục quân Hoàng gia Nhật Bản ở thành Kumamoto, chống lại cuộc bao vây của Saigō Takamori, 1877

Saigō Takamori, một trong những lãnh đạo Satsuma hàng đầu trong triều đình Minh Trị và là người ban đầu ủng hộ cải cách, nay đặc biệt quan ngại về tình trạng tham nhũng chính trị ngày một gia tăng (khẩu hiệu cho phong trào nổi dậy của ông là "Tân chính Hậu đức", "新政厚徳"). Saigō là người mạnh mẽ đề xuất chiến tranh với vương quốc Triều Tiên trong cuộc Seikanron năm 1873. Một mặt, ông tự nguyện đến Triều Tiên với tư cách cá nhân và cố tạo ra một cái "cớ" khai mào chiến tranh bằng cách cư xử với một thái độ lăng mạ đến nỗi buộc người Triều Tiên phải cố giết ông. Một cuộc chiến không chỉ khích lệ việc củng cố quân đội Nhật Bản, mà còn phục hồi lý do tồn tại của tầng lớp samurai. Khi kế hoạch này bị từ chối, Saigō từ nhiệm khỏi mọi vị trí của mình trong chính quyền và trở về thành phố quê nhà Kagoshima, cũng như nhiều cựu samurai Satsuma khác trong lực lượng quân đội và cảnh sát.
Để giúp ủng hộ và thuê những người này, năm 1874 Saigō thành lập một học viện tư nhân ở Kagoshima. Ngay sau đó 132 chi nhánh của nó được thành lập trên toàn tỉnh. Việc "huấn luyện" không chỉ đơn thuần về học thuật: mặc dù các tác phẩm kinh điển Trung Hoa cũng được dạy, tất các sinh viên được yêu cầu tham dự các khóa huấn luyện sử dụng vũ khí và hướng dẫn về chiến thuật. Truyền thống võ sĩ đạo được nhấn mạnh. Saigō cũng mở một trường pháo binh. Các ngôi trường này giống như những tổ chức chính trị bán quân sự hơn bất cứ thứ nào khác, và họ nhận được sự ủng hộ của Thống đốc Satsuma, người bổ nhiệm các samurai bất mãn vào các vị trí chính trị, nơi họ thống trị chính quyền Kagoshima. Sự ủng hộ dành cho Saigō mạnh mẽ đến mức Satsuma thực tế đã rút ra khỏi chính quyền trung ương từ cuối năm 1876.

## Mở đầu
Tin tức về các học viện của Saigō Takamori được đón nhận với một sự quan ngại sâu sắc ở thủ đô Tōkyō. Triều đình vừa mới giải quyết vài vụ samurai nổi dậy nhỏ nhưng bạo lực ở Kyūshū, và viễn cảnh về việc các samurai đông đảo và đáng sợ của Satsuma, dưới sự chỉ huy của con người nổi tiếng và được nhiều người mến - Saigō Takamori, là đáng báo động.

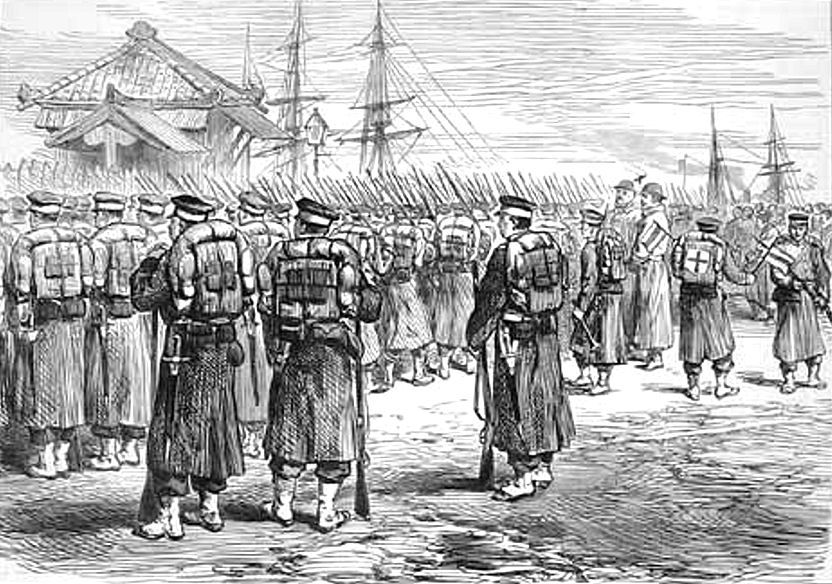
Quân đội Hoàng gia lên tàu ở Yokohama để chống lại quân nổi dậy Satsuma năm 1877.

Tháng 12 năm 1876, triều đình Minh Trị gửi một sĩ quan cảnh sát tên là Nakahara Hisao cùng 57 người đến điều tra về các hoạt động lật đổ và bất ổn. Những người này bị bắt, và sau khi bị tra tấn, họ đã thú nhận mình là các điệp viên được cử đến ám sát Saigō. Mặc dù Nakahara sau này không công nhận lời khai này, ở Satsuma người ta vẫn tin rằng đó là sự thực và nó được sử dụng làm sự biện hộ cho các samurai bất mãn về việc một cuộc nổi dậy là cần thiết để "bảo vệ Saigō".
Lo sợ về một cuộc nổi dậy, triều đình Minh Trị cử một tàu chiến đến Kagoshima để chuyển số vũ khi dự trữ tại kho súng Kagoshima vào ngày 30 tháng 1 năm 1877. Thật mỉa mai là chính điều này đã làm nổ ra chiến sự công khai, mặc dù với việc bãi bỏ việc trả lương bằng gạo cho samurai năm 1877, căng thẳng đã trở nên đặc biệt cao. Bị xúc phạm vì chiến thuật của triều đình, 50 sinh viên từ học viện của Saigō tấn công kho thuốc súng Somuta và cướp vũ khí ở đây. Trong ba ngày sau đó, hơn 1000 sinh viên tiến hành các vụ đột kích vào các cảng hải quân và các kho súng khác.
Chỉ được biết khi sự đã rồi, Saigō lúc này đã mất hết tinh thần miễn cưỡng rời khỏi cảnh bán hưu nhàn của mình và lãnh đạo cuộc nổi dậy chống lại chính quyền trung ương.
Tháng 2 năm 1877, chính quyền Minh Trị cử Hayashi Tomoyuki, một quan chức ở Nội vụ Tỉnh cùng với Đô đốc Kawamura Sumiyoshi trên tàu chiến Takao đi xác định tình hình. Thống đốc Satsuma, Oyama Tsunayoshi, giải thích rằng các cuộc nổi loạn này là để phản đối lại việc triều đình cố gắng ám sát Saigō, và yên cầu Đô đốc Kawamura (anh em họ của Saigō) lên bờ để giúp ổn định tình hình. Sau khi Oyama rời đi, một đội tàu nhỏ chở đẩy các người có vũ trang cố lên boong tàu Takao bằng vũ lực nhưng bị đánh bật ra. Ngày hôm sau, Hayashi tuyên bố với Oyama rằng ông không thể cho phép Kawamura lên bờ khi tình hình vẫn còn bất ổn, và vụ tấn công tàu Takao là đủ cấu thành tội khi quân. Khi trở về Kobe ngày 12 tháng 2, Hayashi gặp Tướng quân Yamagata Aritomo và Ito Hirobumi, và họ quyết định rằng cần phải cử Lục quân Đế quốc Nhật Bản đến Kagoshima để đề phòng cuộc nổi dậy lan rộng sang các vùng quê có cảm tính với Saigō khác. Cùng ngày hôm đó, Saigō gặp hai trợ tá của mình là Kirino Toshiaki và Shinohara Kunimoto, thông báo ý định tiến quân đến thủ đô Tōkyō của ông để chấp vấn triều đình. Từ chối một số lượng lớn những người tình nguyện, ông không hề cố liên lạc với các lãnh địa khác nhờ chi viện, và không có một người lính nào được để lại Kagoshima đề phòng bị tấn công. Để đảm bảo tính hợp pháp, Saigō mặc bộ quân phục vào mình. Hành quân đến phương Bắc, đội quân của ông bị cản trở bởi trận bảo tuyết nặng nề nhất mà Satsuma từng chứng kiến trong vòng 50 năm.

## Tổ chức trong chiến tranh

### Tổ chức của Quân đội triều đình
Vào đầu cuộc nổi dậy Satsuma, Lục quân Đế quốc Nhật Bản (bao gồm của Cấm vệ quân với số lượng khoảng 34.000 người. Bộ binh được chia thành 14 trung đoàn, mỗi trung đoàn có 3 tiểu đoàn. Mỗi tiểu đoàn có 4 đại đội. Thời bình, mỗi đại đội có 160 binh lính và 32 sĩ quan và hạ sĩ quan. Thời chiến sức mạnh của một đại đội được tăng lên 240 lính. Mỗi tiểu đoàn có 640 lính thời bình và 960 lính thời chiến. Họ được trang bị súng trường Snider nạp ở khóa nòng có thể bắn được 6 viên mỗi phút.
Có 2 "trung đoàn" kỵ binh và một "trung đoàn" kỵ binh cận vệ triều đình. Các minh họa đương thời cho thấy kỵ binh được trang bị thương.
Pháo binh triều đình gồm 18 khẩu đội chia thành 9 tiểu đoàn, với 120 lính mỗi khẩu đội trong thời bình. Thời chiến, sơn pháo có sức mạnh danh nghĩa là 160 người mỗi khẩu đội và pháo dã chiến có 130 người mỗi khẩu đội. Pháo binh có hơn 100 khẩu, bao gồm sơn pháo 5.28, pháo dã chiến Krupp với nhiều cỡ nòng, và cối.
Quân Cấm vệ (phần lớn là các cựu samurai) luôn được duy trì sức mạnh như thời chiến. Bộ binh Cấm vệ được chia thành 2 trung đoàn, mỗi trung đoàn có 2 tiểu đoàn. Một tiểu đoàn có 672 quân và được tổ chức như mỗi tiểu đoàn chính quy. Trung đoàn kỵ binh bao gồm 150 người. Tiểu đoàn pháo binh được chia thành 2 khẩu đội với 130 lính mỗi khẩu đội.
Nhật Bản được chia thành 6 quân khu: Tōkyō, Sendai, Nagoya, Osaka, Hiroshima và Kumamoto, với 2 hay 3 trung đoàn bộ binh, thêm vào cả pháo binh và các đội quân bổ trợ nữa ở mỗi quân khu.
Ngoài lục quân, chính quyền trung ương còn sử dụng cả thủy quân lục chiến và Cảnh sát Tōkyō trong cuộc chiến chống lại các samurai vùng Satsuma. Cảnh sát, trong các đơn vị từ 300 đến 600 người, phần lớn là các cựu samurai (một điều thú vị là rất nhiều người đến từ vùng Satsuma) và chỉ được trang bị dùi cui bằng gỗ và kiếm (cảnh sát Nhật Bản không được trang bị súng cho đến Bạo động gạo năm 1918).
Trong suốt cuộc chiến, quân triều đình sử dụng bình quân 322.000 đạn súng trường, 1.000 đạn pháo mỗi ngày.

### Tổ chức quân đội Satsuma
Các samurai vùng Satsuma ban đầu được chia thành 6 tiểu đoàn, mỗi tiểu đoàn 2.000 người. Mỗi tiểu đoàn được chia thành 20 đại đội. Trên đường hành quân đến thành Kumamoto, quân đội được chia thành 3 sư đoàn; tiền quân 4.000 người, trung quân 4.000 người, và quân bảo vệ hai cánh 2.000 người. Thêm vào đó là 200 lính pháo binh và 1.200 dân phu. Tháng 4 năm 1877, Saigō tái tổ chức lại quân đội thành 9 đơn vị bộ binh, mỗi đơn vị có từ 300 đến 800 người.
Các samurai được trang bị súng trường Enfield, nạp đạn qua họng súng và có thể bắn được bình quân 1 viên mỗi phút. Pháo của họ gồm 28 sơn pháo, 2 pháo dã chiến và 30 cối hỗn hợp.

## Chiến tranh Tây Nam

### Vây hãm thành Kumamoto

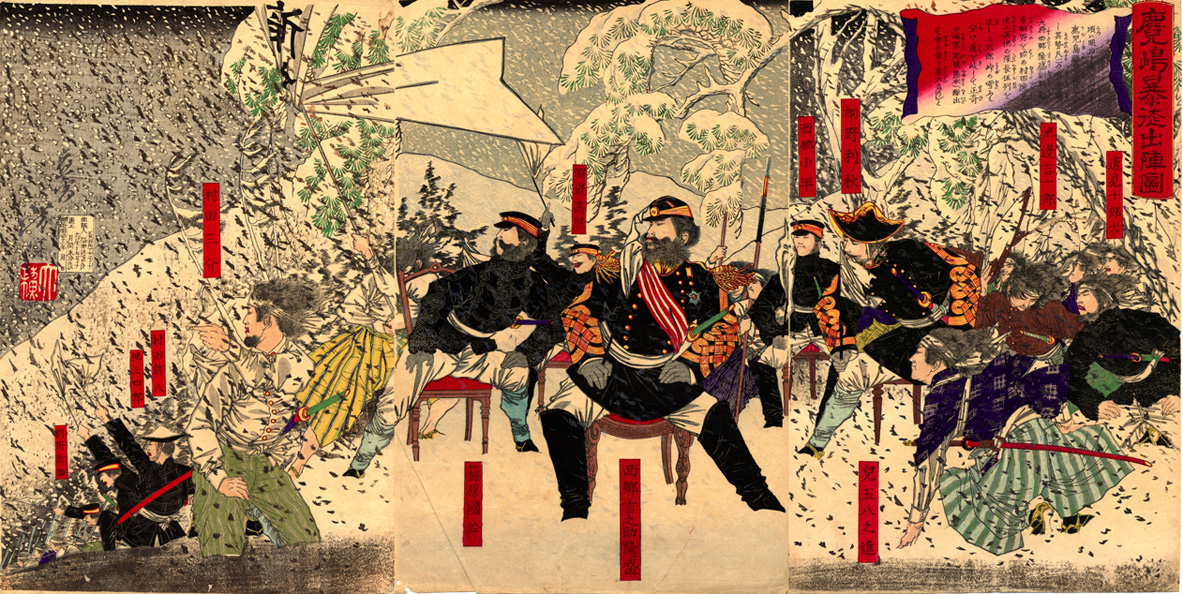
Ukiyoe của Yoshitoshi

Quân tiên phong Satsuma tiến vào tỉnh Kumamoto vào ngày 14 tháng 2. Chỉ huy trưởng thành Kumamoto, Thiếu tướng Tani Tateki có 3.800 lính và 600 cảnh sát và có toàn quyền sử dụng. Tuy vậy, phần lớn binh lính là từ Kyūshū, và nhiều sĩ quan là người địa phương Kagoshima, lòng trung thành của họ vẫn còn là một câu hỏi ngỏ. Thay vì liều lĩnh bỏ chạy hay đầu hàng chuyển sang phe Satsuma, Tani quyết định phòng thủ.
Ngày 19 tháng 2, tiếng súng đầu tiên của cuộc chiến nổ vang khi những người phòng thủ thành Kumamoto khai hỏa vào các đơn vị Satsuma cố tiến vào trong thành. Thành Kumamoto, xây dựng năm 1598, là một trong các ngôi thành vững chắc nhất Nhật Bản, Saigō tự tin rằng quân đội của ông vượt trội so với những người nông dân nhập ngũ theo luật định của Tani, người vẫn bị mất tinh thần vì cuộc nổi dậy Shimpuren gần đây.
Ngày 22 tháng 2, trung quân Satsuma đến nơi và tấn công thành Kumamoto theo trận địa gọng kìm. Giao chiến tiếp diễn cho đến đêm. Lục quân Đế quốc bị đẩy lùi, và Quyền Thiếu tá Nogi Maresuke của Trung đoàn Kokura thứ 14 mất cả phù hiệu trung đoàn của mình trong một cuộc giao tranh ác liệt. Tuy vậy, bất chấp thắng lợi của mình, quân đội Satsuma không thể chiếm lấy ngôi thành, và bắt đầu nhận ra rằng quân đội nghĩa vụ không phải vô dụng như họ nghĩ. Sau hai ngày tấn công vô hiệu, quân đội Satsuma đào xuống chân tường đá cứng đóng băng của ngôi thành và cố làm chết đói quân lính trong thành bằng cách tiến hành một cuộc bao vây. Tình thế đặc biệt khó khăn cho những người phòng thủ vì kho lượng thực và đạn dược của họ đã bị kiệt quệ vì vụ cháy nhà kho ít lâu trước khi cuộc nổi dậy bắt đầu.
Trong cuộc bao vây, nhiều cựu samurai thành Kumamoto kéo đến dưới trướng của Saigō, làm quân đội của ông lên đến khoảng 20.000 người. Cùng lúc đó, vào ngày 9 tháng 3 Saigō, Kirino và Shinohara bị lột bỏ các tước hiệu và danh vị trong triều, bất chấp việc Saigō liên tục cho rằng ông không phải kẻ phản bội, mà chỉ muốn giải thoát Thiên hoàng Minh Trị khỏi những ảnh hưởng tai hại của các cố vấn tham nhũng ngu dốt.
Đêm ngày 8 tháng 4, một đội quân từ thành Kumamoto xông ra phá vây, chọc thủng một lỗ trên phòng tuyến Satsuma và cho phép hàng cứu viện tối cần thiết đến được với quân lính trong thành. Quân chủ lực Lục quân Đế quốc, dưới sự chỉ huy của Tướng Kuroda Kiyotaka và trợ giúp của Tướng Yamakawa Hiroshi đến Kumamoto vào ngày 12 tháng 4, buộc đội quân với số lượng vượt trội của vùng Satsuma phải tháo chạy.

### Trận Tabaruzaka

Trận Tabaruzaka.

Ngày 4 tháng 3, Tướng Lục quân Đế quốc Nhật Bản là Yamagata Aritomo ra lệnh tấn công trực diện từ Tabaruzaka, bảo vệ cho việc tiếp cận Kumamoto, sau này phát triển thành một trận đánh kéo dài 8 ngày. Tabaruzaka do 15.000 samurai từ Satsuma, Kumamoto và Hitoyoshi trấn thủ chống lại Lữ đoàn bộ binh Lục quân Đế quốc thứ 9 (khoảng 90.000 người). Tới cao trào của trận đánh, Saigō viết một bức thư riêng cho Thân vương Arisugawa Taruhito, tái khẳng định lý do của ông để đến thủ đô Tōkyō. Bức thư của ông chỉ ra rằng ông không có ý định dấy loạn và tìm kiếm một sự ổn định hòa bình. Tuy vậy, triều đình không chấp thuận đàm phán.
Với mục đích cắt đứt sự liên lạc của Saigō với căn cứ của mình, một đội quân triều đình với 3 tàu chiến, 300 cảnh sát và vài đại đội bộ binh, cập bờ Kagoshima vào ngày 8 tháng 3, chiếm kho súng và bắt giam Thống đốc Satsuma.
Yamagata cũng cho lên bờ một chi đội với hai lữ đoàn bộ binh và 1.200 cảnh sát ở đằng sau lưng quân phiến loạn, để giáng xuống đầu họ từ bên sườn tại Vịnh Yatsushiro. Quân đội Hoàng gia chiếm được bờ biển với ít tổn thất sau đó tiến lên phía Bắc chiếm thành phố Miyanohara này 19 tháng 3. Sau khi nhận được tiếp viện, quân đội triều đình, nay tổng số là 4.000 người, tấn công vào sườn quân đội Satsuma và đẩy lùi họ.
Tabaruzaka là một trong những chiến dịch căng thẳng nhất của cuộc chiến. Lục quân Đế quốc giành được thắng lợi, nhưng cả hai phía đều thiệt hại nặng nề. Mỗi bên có hơn 4.000 người chết và bị thương.

### Rút khỏi Kumamoto
Sau khi thất bại trong việc chiếm Kumamoto, Saigō dẫn quân lính đi trong vòng 7 ngày đến Hitoyoshi. Sĩ khí xuống rất thấp, và thiếu chiến thuật, quân đội Satsuma chỉ còn biết đợi bị chôn vùi trong các đợt tấn công tiếp theo của Lục quân Đế quốc. Tuy vậy, Lục quân Đế quốc cũng lâm vào tình trạng kiệt sức tương tự, và giao tranh chấm dứt trong vài tuần để chờ viện binh. Khi các cuộc tấn công được khởi động lại, Saigo rút lui đến Miyazaki, để lại đằng sau rất nhiều nhóm samurai nhỏ trên các ngọn đồi để tiến hành chiến tranh du kích. Ngày 24 tháng 7, Lục quân Đế quốc buộc Saigō phải chạy khỏi Miyakonojō, tiếp theo đó là Nobeoka. Quân lính cập bờ tại Ōita và Saiki phía Bắc quân đội Saigō, và ông bị lâm vào thế gọng kìm. Tuy vậy, quân đội Satsuma vẫn mở được con đường thoát khỏi cuộc bao vây. Cho đến 17 tháng 8, quân đội Satsuma chỉ còn 3.000 samurai, và đã mất phần lớn các hỏa khí hiện đại và toàn bộ pháo.
Quân nổi loạn còn sống sót đóng trên sườn núi Enodake, và nhanh chóng bị bao vây. Quyết tâm không để quân phiến loạn chạy thoát một lần nữa, Yamagata cử một đội quân lớn gấp 7 lần quân đội Satsuma. Phần lớn số quân còn lại của Saigō đều đầu hàng hoặc mổ bụng tự sát. Tuy vậy, Saigō đốt bỏ các giấy tờ cá nhân và quân phục ngày 19 tháng 8, và chạy thoát được về Kagoshima cùng các cận vệ còn lại của mình. Bất chấp cố gắng của Yamagata trong vài ngày sau đó, Saigō và 500 người còn lại vẫn đến được Kagoshima ngày 1 tháng 9 và chiếm Shiroyama, có thể nhìn xuống thành phố từ trên cao.

### Trận Shiroyama

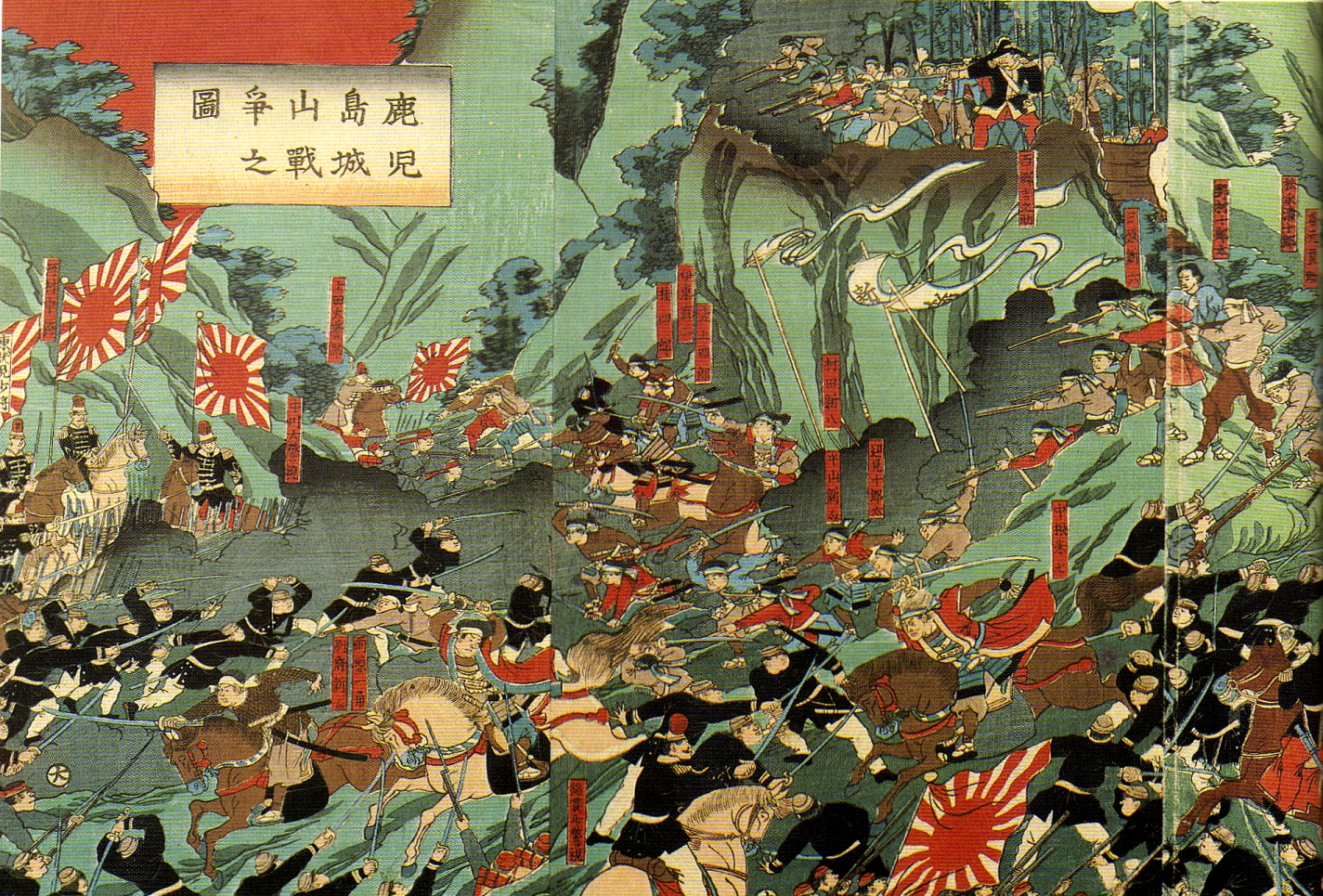
Trận Shiroyama

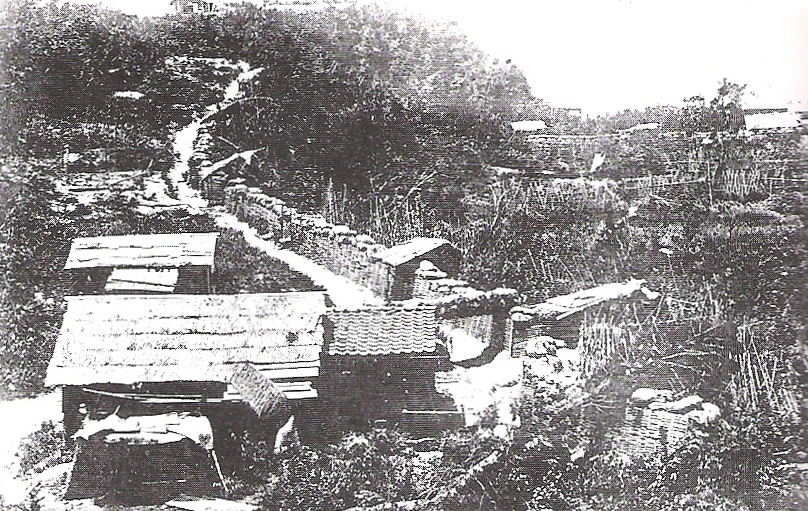
Lục quân Đế quốc Nhật Bản củng cố vòng vây Shiroyama, ảnh năm 1877.

Saigō Takamori và các samurai còn lại của ông bị đẩy lùi về Kagoshima, nơi diễn ra trận chiến cuối cùng, trận Shiroyama. Lục quân Đế quốc dưới sự chỉ huy của tướng Yamagata Aritomo và hải quân dưới sự chỉ huy của Đô đốc Kawamura Sumiyoshi gấp 60 lần quân đội của Saigō. Tuy vậy, Yamagata quyết tâm không cho Satsuma một cơ hội nào. Lục quân Hoàng gia dành vài ngày để xây dựng một hệ thống phức tạp các hào, tường và vật cản để chống lại mọi cuộc phá vây. 5 tàu chiến của triều đình ở vịnh Kagoshima cùng cất tiếng với hỏa lực từ các khẩu pháo của Yamagata, và bắt đầu nã đạn vào các vị trí của quân phiến loạn.
Sau khi Saigō từ chối bức thư của Yamagata yêu cầu ông đầu hàng, Yamagata ra lệnh tổng tấn công vào ngày 24 tháng 9 năm 1877. Cho đến 6 giờ sáng, chỉ còn 40 quân phiến loạn còn sống sót. Saigō bị thương nặng. Truyền thuyết nói rằng một trong các thuộc hạ của ông, Beppu Shinsuke làm nhiệm vụ kaishakunin và giúp Saigō mổ bụng tự sát (seppuku) trước khi ông bị bắt. Tuy vậy, những bằng chứng khác lại mâu thuẫn với điều này, khẳng định rằng Saigō thực tế đã chết vì trúng đạn và Beppu đã chặt đầu ông để bào toàn lòng tự trọng của ông.
Sau cái chết của Saigo, Beppu và các samurai cuối cùng rút kiếm và lao xuống đồi hướng tới các vị trí của Lục quân Đế quốc cho đến khi người cuối cùng ngã xuống vì đạn súng máy. Với những cái chết này, cuộc chiến tranh Tây Nam chấm dứt.

## Sau trận đánh

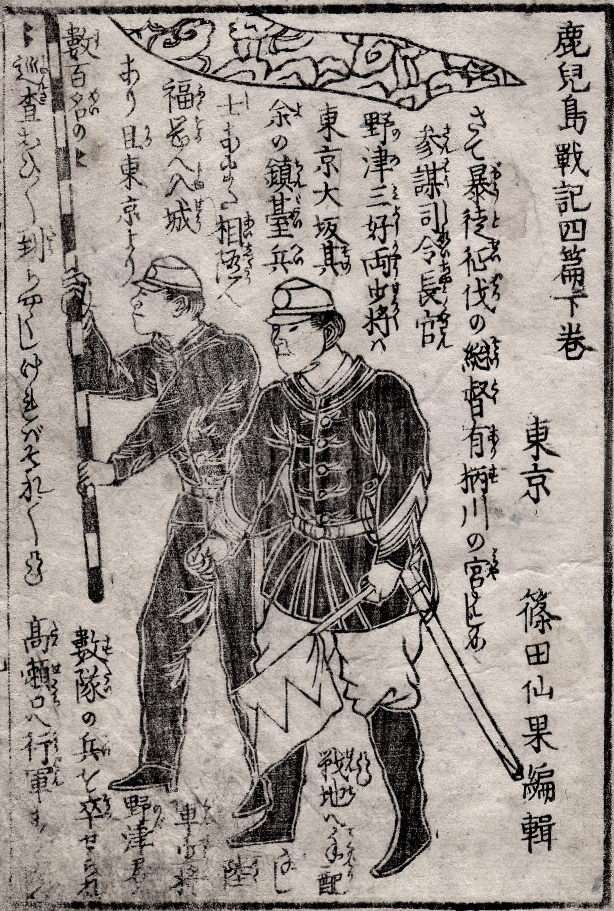
Quân lính của Lục quân Đế quốc Nhật Bản trong cuộc nổi dậy Satsuma.

Về mặt tài chính, đàn áp cuộc nổi dậy Satsuma khiến triều đình tiêu tốn một khoản lớn, buộc Nhật Bản phải bỏ hệ thống bản vị vàng và in tiền giấy. Cuộc nổi dậy cũng thực tế chấm dứt tầng lớp samurai, và Lục quân Đế quốc Nhật Bản mới được xây dựng trên chế độ nghĩa vụ quân sự mà không cần quan tâm đến thứ bậc xã hội trong trận đánh. Saigō Takamori, với nhân dân, được cho là một người anh hùng đầy bi kịch và ngày 22 tháng 2 năm 1889, Thiên hoàng Minh Trị đã tha thứ cho ông.

## Trong truyền thông
- Video game PS2 Way of the Samurai lấy bối cảnh cuộc nổi dậy Satsuma.
- Bộ phim năm 2003 Võ sĩ đạo cuối cùng, diễn xuất Tom Cruise và Ken Watanabe, dựa một phần trên các sự kiện của cuộc Chiến tranh Tây Nam.

### Sách
- Buck, James Harold (1979). Satsuma Rebellion: An Episode of Modern Japanese History. Nhà xuất bản Đại học Mỹ. ISBN 0-89093-259-X.
- Craig, T. (1999). Remembering Aizu: The Testament of Shiba Goro. Nhà xuất bản Đại học Hawaii. ISBN 0-8248-2157-2.
- Gordon, Andrew (2003). A Modern History of Japan: From Tokugawa Times to the Present. Nhà xuất bản Đại học Oxford. ISBN 0-19-511061-7.
- Henshall, K. (2001). A History of Japan: From Stone Age to Superpower. New York City, NY: Nhà xuất bản St. Martin. ISBN 0-312-23370-1.
- Keane, Donald (2005). Emperor Of Japan: Meiji And His World, 1852-1912. Nhà xuất bản Đại học Columbia. ISBN 0-231-12341-8.
- Mounsley, Augustus H (1979). Satsuma Rebellion: An Episode of Modern Japanese History. Nhà xuất bản Đại học Hoa Kỳ. ISBN 0-89093-259-X.
- Perrin, Noel (1979). Giving up the gun. Boston: David R. Godine. ISBN 0-87923-773-2.
- Ravina, Mark (2004). The Last Samurai: The Life and Battles of Saigō Takamori. Wiley. ISBN 0-471-08970-2.

Và cuốn "Mặt trời mọc" của Christopher Nicole dựa một phần trên các sự kiện của cuộc chiến tranh Tây Nam.